# Florissant
Florissant  è una città degli Stati Uniti d'America, nella Contea di St. Louis dello Stato del Missouri.
Fa parte della cintura urbana della città di St. Louis; al censimento del 2000 possedeva una popolazione di 50 497 abitanti. La città è stata fondata nel 1767.